# Emanoul Aghasi
Emanoul Aghassian, conosciuto anche come Emmanuel Agassi o Mike Agassi (in persiano امانوئل آغاسی‎; Salmas, 25 dicembre 1930 – Las Vegas, 24 settembre 2021), è stato un pugile iraniano naturalizzato statunitense.
Padre del tennista Andre Agassi, anglicizzò il cognome dopo il trasferimento negli USA.

## Biografia
Il padre era un assiro che aveva lasciato Kiev per trasferirsi dapprima in Russia e poi in Iran. In gioventù Emanoul praticò la disciplina del pugilato e partecipò, con poca fortuna, alle Olimpiadi di Londra 1948 (nei pesi gallo) e di Helsinki 1952 (nei pesi piuma). Dopo aver falsificato il passaporto, prese un volo sotto falso nome per New York, trasferendosi poi a Chicago. A Chicago Mike ebbe come allenatore Tony Zale, con cui vinse i Chicago Golden Gloves.

## Vita privata
Sposò Elizabeth Dudley, da cui ebbe quattro figli, l'ultimo dei quali è il tennista Andre Agassi.

## Opere
- (EN) Dominic Cobello, Mike Agassi, The Agassi Story, Toronto, ECW Press, 2004, ISBN 1-55022-656-8.